# Dorylaea atrocaput
Dorylaea atrocaput är en kackerlacksart som beskrevs av Hanitsch 1925. Dorylaea atrocaput ingår i släktet Dorylaea och familjen storkackerlackor. Inga underarter finns listade i Catalogue of Life.